# Верхняя Самара
Верхняя Самара (укр. Верхня Самара), село, 
Верхнесамарский сельский совет,
Близнюковский район,
Харьковская область.
Код КОАТУУ — 6320682001. Население по переписи 2001 г. составляет 680 (303/377 м/ж) человек.
Является административным центром Верхнесамарского сельского совета, в который, кроме того, входят сёла
Варваровка,
Веселое,
Павловка и
Федоровка.

## Географическое положение
Село Верхняя Самара находится на левом берегу реки Самара, русло которой сильно изрезанное, образует много лиманов, затонов, есть мосты.
Примыкает к селу Веселое.
На противоположном берегу находится село Павловка.

## История
- 1800 - дата основания.

## Экономика
- В селе есть несколько молочно-товарных, свино-товарная и птице-товарная фермы.
- Парники.

## Культура
- Школа.
- Клуб.
- Стадион.

## Достопримечательности
- Братская могила советских воинов.